# Trimma squamicana
Trimma squamicana es una especie de peces de la familia de los Gobiidae en el orden de los Perciformes.

## Morfología
- Las  hembras pueden alcanzar 2,08  cm de longitud total.[1]

## Hábitat
Es un pez de Mar y de clima tropical que vive hasta los 10-48 m de profundidad.

## Distribución geográfica
Se encuentra en Kiribati.

## Observaciones
Es inofensivo para los humanos.